# Raffaele Baldassarre

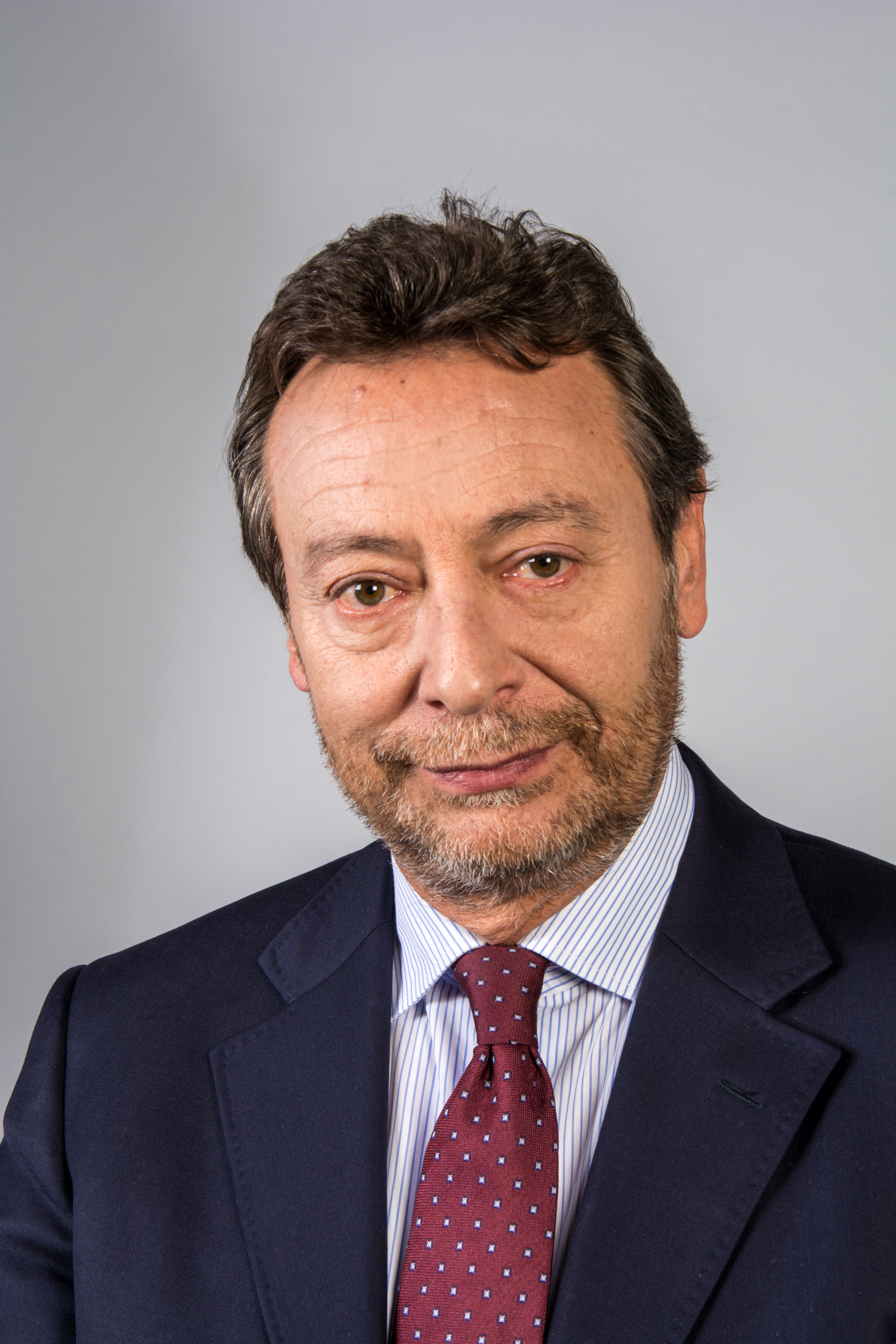
Raffaele Baldassarre (MEP) 2014

Raffaele Baldassarre (* 23. September 1956 in Lecce; † 10. November 2018) war ein italienischer Politiker (Il Popolo della Libertà).
Baldassarre studierte Rechtswissenschaften an der Università Cattolica del Sacro Cuore. Nach seinem Studium war er als Rechtsanwalt tätig.

## Politische Karriere
Ab 1982 war er Leiter der Jugendbewegung der Christdemokraten der Stadt Cavallino. Zwischen 1991 und 1994 war er im Vorstand der Provinz Lecce der Partei Democrazia Cristiana und von 1998 bis 1999 Landessekretär der Cristiani Democratici Uniti. Von 2009 bis 2014 war er für die Partei Il Popolo della Libertà (2013 umbenannt in Forza Italia) Abgeordneter im Europäischen Parlament und dort Mitglied der Fraktion der Europäischen Volkspartei (Christdemokraten).
Er war verheiratet und hatte zwei Kinder. Er starb im Alter von 62 Jahren nach einem Herzinfarkt.